# Julian Joël Obermann
Julian Joël Obermann (* 14. Juni 1888 in Warschau; † 17. Oktober 1956 in Hamden) war ein polnischer Orientalist. 

## Leben
Er studierte Semitistik an der Universität Wien und promovierte dort 1915 mit der Dissertation Prolegomena zu einer kritischen Darstellung der arabischen Philosophie. Er lehrte von 1919 bis 1922 Bibelkunde und semitische Sprachen an der Universität Hamburg und von 1923 bis 1931 Professor für semitische Sprachen am Jewish Institute of Religion (New York). Er erhielt 1931 die US-amerikanische Staatsbürgerschaft. Von 1933 bis 1935 war er Gastdozent für Semitistik an der Yale University und wurde 1935 an der Yale University Professor für semitische Sprachen.

## Schriften (Auswahl)
- Der philosophische und religiöse Subjektivismus Ghazālīs. Ein Beitrag zum Problem der Religion. Wien 1921, OCLC 603544975.
- The archaic inscriptions from Lachish. A non-Phoenician system of the north Semitic alphabet. Baltimore 1938, OCLC 642362894.
- Ugaritic mythology. A study of its leading motifs. New Haven 1948, OCLC 905639892.
- New discoveries at Karatepe. A complete text of the Phoenician royal inscription from Cilicia. New Haven 1949, OCLC 221732817.